# Trận Liêu Dương
Trận Liêu Dương (Tiếng Nhật: 遼陽会戦 Ryōyō kaisen, Tiếng Nga:Сражение при Ляояне) (24 tháng 8 – 4 tháng 9 năm 1904) là một trong những trận đánh chính ở trên bộ của cuộc chiến tranh Nga-Nhật.

## Bối cảnh
Liêu Dương nằm ở phía Đông Bắc Trung Quốc, thuộc tỉnh Liêu Ninh; đây là thành phố lớn thứ nhì ở Mãn Châu. Vào cuối thế kỷ 19 Liêu Dương có độ 60.000 dân, chỉ sau Harbin. Liêu Dương cũng là nơi quân Nga đặt bản doanh trấn ngả từ Bột Hải phía Nam tiến lên Harbin. Đây cũng vị trí chiến lược quan trọng của Mãn Châu trên đường sắt nối liền Mukden và cảng Lữ Thuận.
Vào Tháng 5 năm 1904, Quân đoàn 2 Nhật Bản dưới quyền tướng Oku Yasukata đổ bộ lên bán đảo Liêu Đông, chiếm Kinchow (tức Jing Xian ngày nay), phá được quân Nga ở trận Nam Sơn (30 tháng 5) và bắt đầu vây hãm cảng Lữ Thuận. Trong khi đó, Quân đoàn 3 của tướng Nogi Maresuke đổ bộ lên bờ biển phía đông Triều Tiên còn Quân đoàn 1 của tướng Tamemoto Kuroki thì từ bắc Triều Tiên, vượt sông Áp Lục vào tháng 5 và tiến vào nam Mãn Châu. Tổng tư lệnh quân Nga, tướng Alexei Kuropatkin được lệnh của Sa hoàng là Nikolai II phải cố thủ cảng Lữ Thuận. Liêu Dương vì địa thế với đường sắt từ Harbin xuống là tối quan trọng nếu muốn giữ Lữ Thuận. Kuropatkin bèn điều lực lượng chính đến Liêu Dương. Trong khi đó quân Nhật bắt đầu dồn về Liêu Dương sau khi đánh bại 25.000 quân Nga ở Wafangdian (Wafangtien) ngày 14 tháng 6 Tháng Bảy. Kuropatkin ra quân đánh lực lượng Quân đoàn 1 của tướng Kuroki nhưng chủ ý là cố giữ Liêu Dương.

## Diễn biến
Trận đánh bắt đầu từ ngày 25 tháng 8 năm 1904, khi nguyên soái Nhật Bản là Ōyama Iwao cho mở cuộc hành quân tiến vào Liêu Dương, sau khi nghe tin tướng Nogi Maresuke thất bại trong nỗ lực chiếm cảng Lữ Thuận một ngày trước đó. 125.000 quân Nhật đối đầu với 158.000 quân Nga được tăng cường từ châu Âu sang. Các lực lượng quân Nhật bao gồm các đơn vị của ba quân đoàn 1,2,4. Trong khi đó, lực lượng quân Nga được chia làm 3 nhóm: nhóm phía Nam bao gồm 3 quân đoàn Siberia 1,2 và 4; nhóm phía Đông gồm 2 quân đoàn Siberia 3 và 10 và nhóm dự phòng.
Ngày 26 tháng 8, quân đoàn 1 Nhật Bản đã chiếm được núi Kosarei và đèo Hung-sha nằm ở phía đông nam thành phố Liêu Dương sau một cuộc giao tranh ác liệt. Tướng tư lệnh quân Nga là Alexei Kuropatkin tin rằng ông đã bị đánh bại và quyết định ra lệnh cho quân Nga rút lui trên toàn phòng tuyến. 6 giờ sáng ngày 27 tháng 8, nhóm phía Đông quân Nga quyết định rút lui, 2 tiếng đồng hồ sau khi nhận được lệnh của Kuropatkin. Các lực lượng trinh sát quân Nhật đã không phát hiện được cuộc rút lui của quân Nga cho đến tận 8 giờ 30 sáng. Người Nga đã tổ chức rút lui dưới cơn mưa tầm tã và sương mù trước sự truy kích của quân Nhật. Đến đây kết thúc giai đoạn một của trận đánh. Hai quân đoàn 3 và 10 Siberia đã cho thấy tinh thần dũng cảm và sự chống trả ngoan cường tuy nhiên họ đã ở trong tình thế buộc phải rút lui.
Ngày 29-30 tháng 8, quân Nga đã cố gắng đẩy lùi những cuộc đột kích của quân Nhật vào phòng tuyến phía nam Liêu Dương. Đến ngày 31 tháng 8, quân đoàn 1 Nhật Bản của tướng Koruki đã vượt con sông phía đông bắc thành phố.
Ngày 4 tháng 9, sau nhiều ngày phản công bất thành, Kuropatkin đã ra lệnh cho quân Nga rút khỏi Liêu Dương để về Phụng Thiên (Mukden) vào sáng sớm. Quân Nhật bắt đầu tiến vào thành phố. Trận đánh đến đây kết thúc sau 12 ngày giao tranh.

## Kết quả
Trong trận Liêu Dương, thiệt hại của cả hai phía Nga-Nhật là hầu như tương đương: Nga chịu thương vong 20.000 người trong khi phía Nhật là 23.000 người. Trận đánh được xem như bất phân thắng bại và tuy quân Nhật chịu tổn thất nặng nề hơn về nhân mạng, họ vẫn tuyên bố chiến thắng vì người Nga đã ra lệnh rút quân.
Sau khi nghe tin quân Nga rút lui khỏi Liêu Dương, Sa hoàng Nikolai II đã gửi thư khen ngợi nỗ lực phòng thủ của tướng Kuropatkin trước nguy cơ thiếu hụt đạn dược và quyết định thành lập tập đoàn quân số 2 Mãn Châu, nòng cốt từ quân đoàn 6 Siberia vào ngày 6 tháng 9.
Chiến thắng này của người Nhật đã không được trọn vẹn vì con số tổn thất quá cao cộng với mục tiêu lớn nhất lúc này của người Nhật là cảng Lữ Thuận vẫn chưa thể chiếm được. Cảng Lữ Thuận cuối cùng thất thủ vào ngày 2 tháng 1 năm 1905, và với lực lượng tăng cường từ cảng này, quân Nhật tiến vào Phụng Thiên và giành thắng lợi lớn.